# My Homies Part 2
My Homies Part 2 è il nono album in studio del rapper statunitense Scarface, pubblicato nel 2006.

## Tracce

### Disco 1
1. Intro – 1:09
2. Definition of Real (featuring Z-Ro & Ice Cube) – 4:08
3. Never Snitch (featuring Beanie Sigel & the Game) – 4:22
4. Man Cry (interpretato da Z-Ro) – 4:18
5. Street Lights (featuring Yung Redd & Lil Ron) – 4:03
6. We Out Here (interpretato da Skip & Ghetto Slaves) – 3:04
7. Gotta Get Paid – 5:41
8. Club Bangaz (interpretato da Partners-N-Crime & Juvenile) – 4:02
9. Platinum Starz (interpretato da Lil' Flip, Chamillionaire & Bun B) – 3:50
10. Always (interpretato da Spaide R.I.P.P.E.R.) – 3:40
11. Tryin' to Fuck Something (featuring Vicious) – 4:18
12. Pass the Itchy – 3:11
13. Southern Nigga (interpretato da Mr. Lee, 8Ball & MJG, E-Rock, Lil' Keke & Rell) – 4:51 – Mr. Lee
14. My Life (featuring Geto Boys) – 4:58

### Disco 2
1. Gangsta (featuring Lil Keke & Coota Bang) – 4:11
2. Too Much (interpretato da Lil Flip, Criminal Manne & MJG) – 5:16
3. What It Do (interpretato da Yukmouth, E-Rock & Bun B) – 4:28
4. Never Snitch (Original) – 4:23
5. Pimp Hard (featuring Z-Ro, Pimp C, Juvenile & Petey Pablo) – 6:29
6. Deez Bitches (interpretato da Lil Ron, Devin the Dude & Dolla Boy) – 4:02
7. Crazy (interpretato da Dolla Boy, Mike Jones & Billy Cook) – 4:15
8. The Corner (Remix) (featuring Common, Kanye West, The Last Poets & Mos Def) – 3:16
9. Street Shit (interpretato da Do or Die) – 4:54
10. Twinkle Twinkle (interpretato da Trilltown Mafia) – 4:02
11. Problems (interpretato da Trae) – 2:50